# 朱利叶斯·佩特森
朱利叶斯·彼得·克里斯蒂安·彼得森（Julius Peter Christian Petersen，1839年6月16日－1910年8月5日），丹麦数学家。
他在图论的早期研究中做出了重要贡献。1892年，他创造出了一个图，后被称为彼得森图。
他也发表了彼得森定理，图论中最早的结果之一。
他在1880年出版了系统性的关于几何结构的著作，1990年还出了一本法语的译本。